# Gazebo (Musiker)

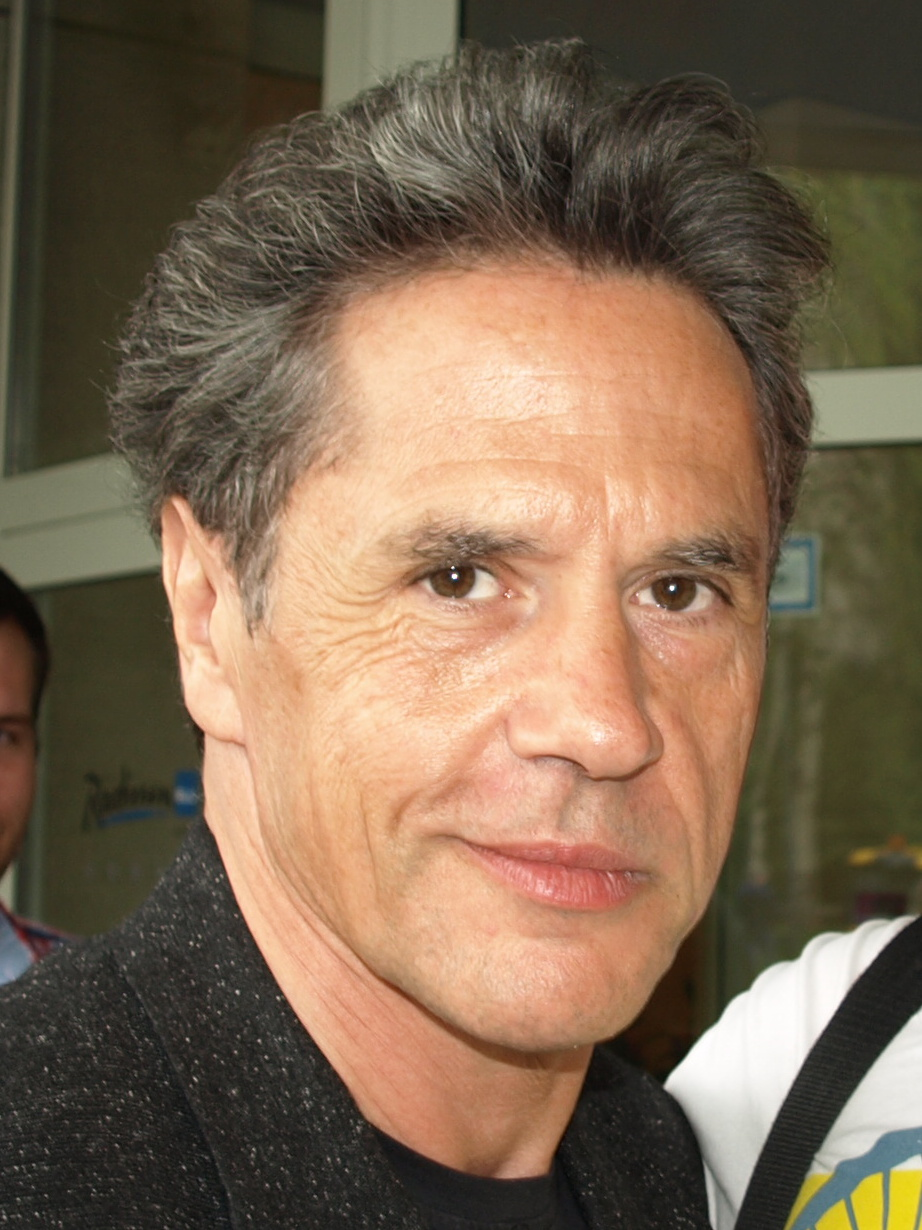
Gazebo (2013)

Gazebo (* 18. Februar 1960 in Beirut, Libanon; bürgerlich Paul Mazzolini) ist ein italienischer Musiker. Seine Musik wird dem Genre Italo Disco zugerechnet. Mit I Like Chopin hatte er 1983 einen Nummer-eins-Hit in Deutschland, Österreich und der Schweiz.

## Biografie

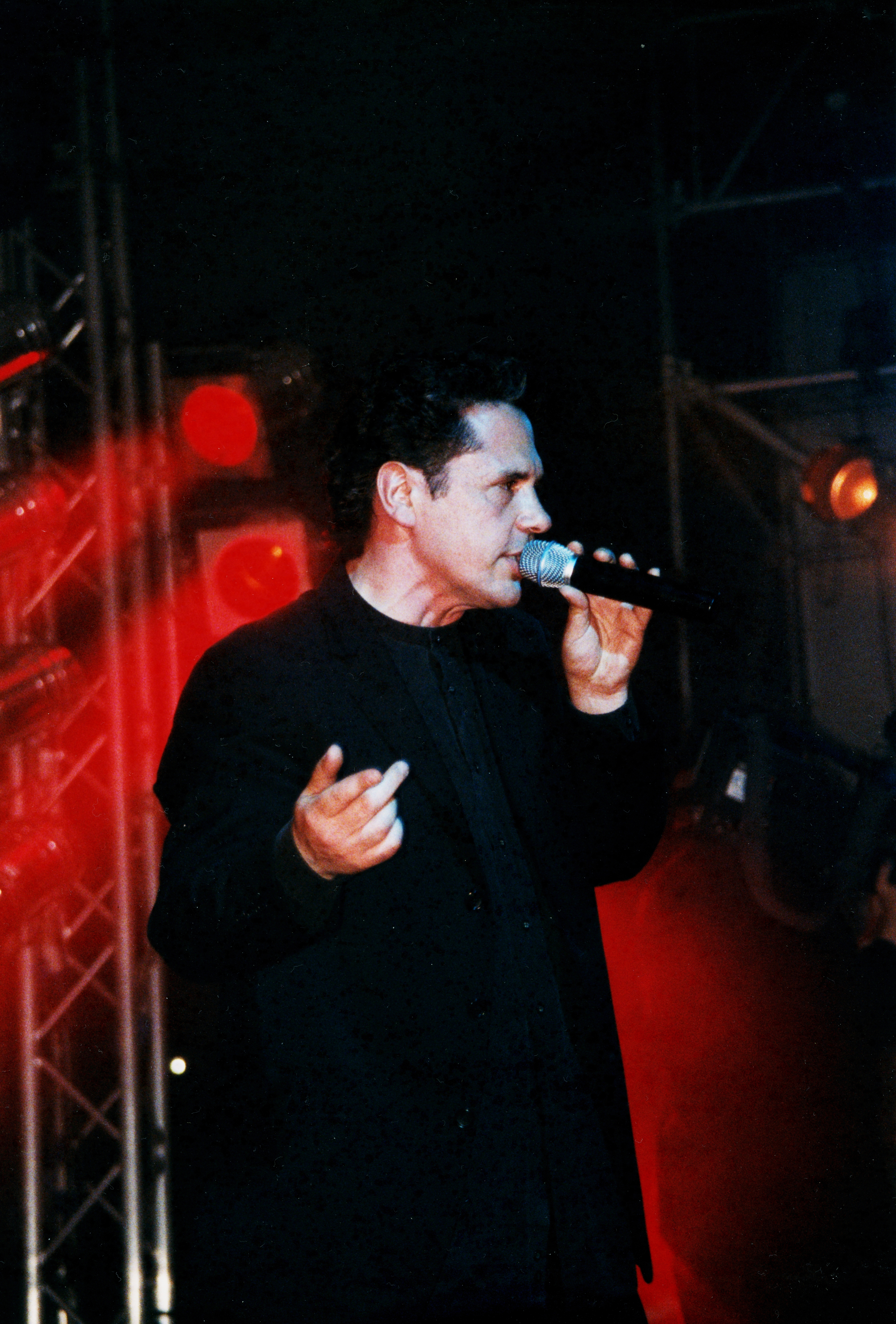
Gazebo (2004)

Paul Mazzolini wurde als Sohn eines italienischen Diplomaten in Beirut geboren. Seine Mutter Stephanie war vor ihrer Ehe Sängerin in den Vereinigten Staaten. 1974 gründete er in Los Angeles die Schülerband Skunk Tussle. 1983 schloss er sein Studium in französischer Literatur erfolgreich in Rom ab und begann, mit Paul Micioni zusammenzuarbeiten. Gleich das erste Lied unter dem Künstlernamen Gazebo, Master Piece, war 1982 überraschend erfolgreich und belegte Platz 35 in Deutschland und sogar Platz 5 in der Schweiz.
Im Oktober 1983 folgte mit I Like Chopin ein weiterer Hit, der sich weltweit in vielen Charts hoch platzieren konnte und es auf Platz 1 der deutschen, österreichischen und Schweizer Hitparade schaffte. Einige Wochen später stand die Single Lunatic in den Top 10 in Deutschland und der Schweiz sowie in den Top 20 in Österreich. Im gleichen Jahr schrieb Mazzolini den Text zu Dolce vita, dem Hit seines Landsmannes Ryan Paris. Dieses Lied veröffentlichte er 1988 in einer eigenen Version als Single.
Mit der Single Telephone Mama hatte Gazebo 1984 seine letzte Top-20-Notierung in Italien. Weitere CDs und Singles folgten (Milky Way, Trotsky Burger). Bis heute ist er weltweit auf Tournee und veröffentlicht neue Alben. Er arbeitete auch als Produzent für andere Künstler.
Mazzolini ist seit 1988 in einer Beziehung mit seiner Partnerin Maria und hat mit ihr zwei Kinder.
2020 nahm Gazebo während der COVID-19-Pandemie in Italien eine neue Version seines Klassikers I Like Chopin auf und widmete das Stück den Beschäftigten der italienischen Krankenhäuser.

## Diskografie

### Studioalben
| Jahr | Titel  | Höchstplatzierung, Gesamtwochen, AuszeichnungChartplatzierungen (Jahr, Titel, Platzierungen, Wochen, Auszeichnungen, Anmerkungen) | Höchstplatzierung, Gesamtwochen, AuszeichnungChartplatzierungen (Jahr, Titel, Platzierungen, Wochen, Auszeichnungen, Anmerkungen) | Höchstplatzierung, Gesamtwochen, AuszeichnungChartplatzierungen (Jahr, Titel, Platzierungen, Wochen, Auszeichnungen, Anmerkungen) | Anmerkungen |
| Jahr | Titel  | DE | CH | IT | Anmerkungen |
| ---- | ------ | --- | --- | --- | ----------- |
| 1983 | Gazebo | DE4 (33 Wo.)DE | CH16 (8 Wo.)CH | IT6 (16 Wo.)IT |             |

Weitere Studioalben
- 1984: Telephone Mama
- 1986: Univision
- 1988: The Rainbow Tales
- 1989: Sweet Life
- 1991: Scenes from the News Broadcast
- 2007: Ladies! The Art of Remixage
- 2008: The Syndrone
- 2015: Reset
- 2018: Italo by Numbers

### Kompilationen
- 1987: The Best of Gazebo
- 1992: I Like Chopin – Best of Gazebo
- 1994: Portrait
- 1997: Greatest Hits
- 1998: Viewpoint
- 1998: The Collection
- 2000: Portrait & Viewpoint
- 2000: Gazebo
- 2002: The Best of Gazebo
- 2002: Remixes 2
- 2003: Portrait
- 2007: Portrait – Greatest Hits
- 2013: I Like … Live! (2 CDs)

### Singles
| Jahr | Titel Album          | Höchstplatzierung, Gesamtwochen, AuszeichnungChartplatzierungen (Jahr, Titel, Album, Platzierungen, Wochen, Auszeichnungen, Anmerkungen) | Höchstplatzierung, Gesamtwochen, AuszeichnungChartplatzierungen (Jahr, Titel, Album, Platzierungen, Wochen, Auszeichnungen, Anmerkungen) | Höchstplatzierung, Gesamtwochen, AuszeichnungChartplatzierungen (Jahr, Titel, Album, Platzierungen, Wochen, Auszeichnungen, Anmerkungen) | Höchstplatzierung, Gesamtwochen, AuszeichnungChartplatzierungen (Jahr, Titel, Album, Platzierungen, Wochen, Auszeichnungen, Anmerkungen) | Anmerkungen                                                 |
| Jahr | Titel Album          | DE | AT | CH | IT | Anmerkungen                                                 |
| ---- | -------------------- | --- | --- | --- | --- | ----------------------------------------------------------- |
| 1982 | Masterpiece Gazebo   | DE35 (17 Wo.)DE | — | CH5 (6 Wo.)CH | IT2 (29 Wo.)IT | Erstveröffentlichung: 24. September 1982 Verkäufe: + 50.000 |
| 1983 | I Like Chopin Gazebo | DE1 Gold · (27 Wo.)DE | AT1 (20 Wo.)AT | CH1 (18 Wo.)CH | IT1 Gold (2021) · (26 Wo.)IT | Erstveröffentlichung: 9. September 1983 Verkäufe: + 285.000 |
| 1983 | Lunatic Gazebo       | DE4 (18 Wo.)DE | AT13 (4 Wo.)AT | CH6 (11 Wo.)CH | IT5 (12 Wo.)IT |                                                             |
| 1984 | Telephone Mama       | — | — | — | IT12 (7 Wo.)IT |                                                             |

Weitere Singles
- 1983: Love in Your Eyes
- 1984: First!
- 1985: For Anita
- 1986: Trotsky Burger
- 1986: The Sun Goes Down on Milky Way
- 1987: Give Me One Day…
- 1988: Coincidence / God Bless the Moonshade
- 1988: Dolce vita
- 1989: Ordinary Life
- 1989: Coincidence
- 1989: Sweet Life
- 2000: Masterpiece (Remix)
- 2006: Tears for Galileo
- 2008: Ladies!
- 2011: Queen of Burlesque
- 2015: Blindness

### Autorenbeteiligungen und Produktionen
| Jahr | Titel Interpretation    | Höchstplatzierung, Gesamtwochen, AuszeichnungChartplatzierungen (Jahr, Titel, Interpretation, Platzierungen, Wochen, Auszeichnungen, Anmerkungen) | Höchstplatzierung, Gesamtwochen, AuszeichnungChartplatzierungen (Jahr, Titel, Interpretation, Platzierungen, Wochen, Auszeichnungen, Anmerkungen) | Höchstplatzierung, Gesamtwochen, AuszeichnungChartplatzierungen (Jahr, Titel, Interpretation, Platzierungen, Wochen, Auszeichnungen, Anmerkungen) | Höchstplatzierung, Gesamtwochen, AuszeichnungChartplatzierungen (Jahr, Titel, Interpretation, Platzierungen, Wochen, Auszeichnungen, Anmerkungen) | Höchstplatzierung, Gesamtwochen, AuszeichnungChartplatzierungen (Jahr, Titel, Interpretation, Platzierungen, Wochen, Auszeichnungen, Anmerkungen) | Anmerkungen |
| Jahr | Titel Interpretation    | DE | AT | CH | UK | IT | Anmerkungen |
| ---- | ----------------------- | --- | --- | --- | --- | --- | ----------- |
| 1983 | Dolce vita Ryan Paris   | DE3 (20 Wo.)DE | AT2 (12 Wo.)AT | CH3 (12 Wo.)CH | UK5 (11 Wo.)UK | IT9 (12 Wo.)IT |             |
| 1984 | Fall in Love Ryan Paris | DE67 (3 Wo.)DE | — | — | — | — |             |

## Auszeichnungen für Musikverkäufe
| Goldene Schallplatte - Kanada - 1983: für die Single Masterpiece |

Anmerkung: Auszeichnungen in Ländern aus den Charttabellen bzw. Chartboxen sind in ebendiesen zu finden.
| Land/RegionAuszeichnungen für Musikverkäufe (Land/Region, Auszeichnungen, Verkäufe, Quellen) | Gold     | Platin | Verkäufe | Quellen           |
| -------------------------------------------------------------------------------------------- | -------- | ------ | -------- | ----------------- |
| Deutschland (BVMI)                                                                           | Gold1    | —      | 250.000  | musikindustrie.de |
| Italien (FIMI)                                                                               | Gold1    | —      | 35.000   | fimi.it           |
| Kanada (MC)                                                                                  | Gold1    | —      | 50.000   | musiccanada.com   |
| Insgesamt                                                                                    | 3× Gold3 | —      |          |                   |